# Werski Most
Werski Most – osada w Polsce położona w województwie kujawsko-pomorskim, w powiecie sępoleńskim, w gminie Więcbork, na Pojezierzu Krajeńskim.
W latach 1975–1998 miejscowość administracyjnie należała do województwa bydgoskiego.